# Montpont-en-Bresse
Pour les articles homonymes, voir Bresse (homonymie) et Montpont.
Montpont-en-Bresse est une commune française située dans le département de Saône-et-Loire, en région Bourgogne-Franche-Comté.
La commune est également située en Bresse louhannaise. Elle faisait partie de la communauté de communes Saône, Seille, Sâne de 2014 à 2016 et appartient depuis le 1er janvier 2017 à la communauté de communes Terres de Bresse, dont le siège est situé à Cuisery.

## Géographie

### Localisation

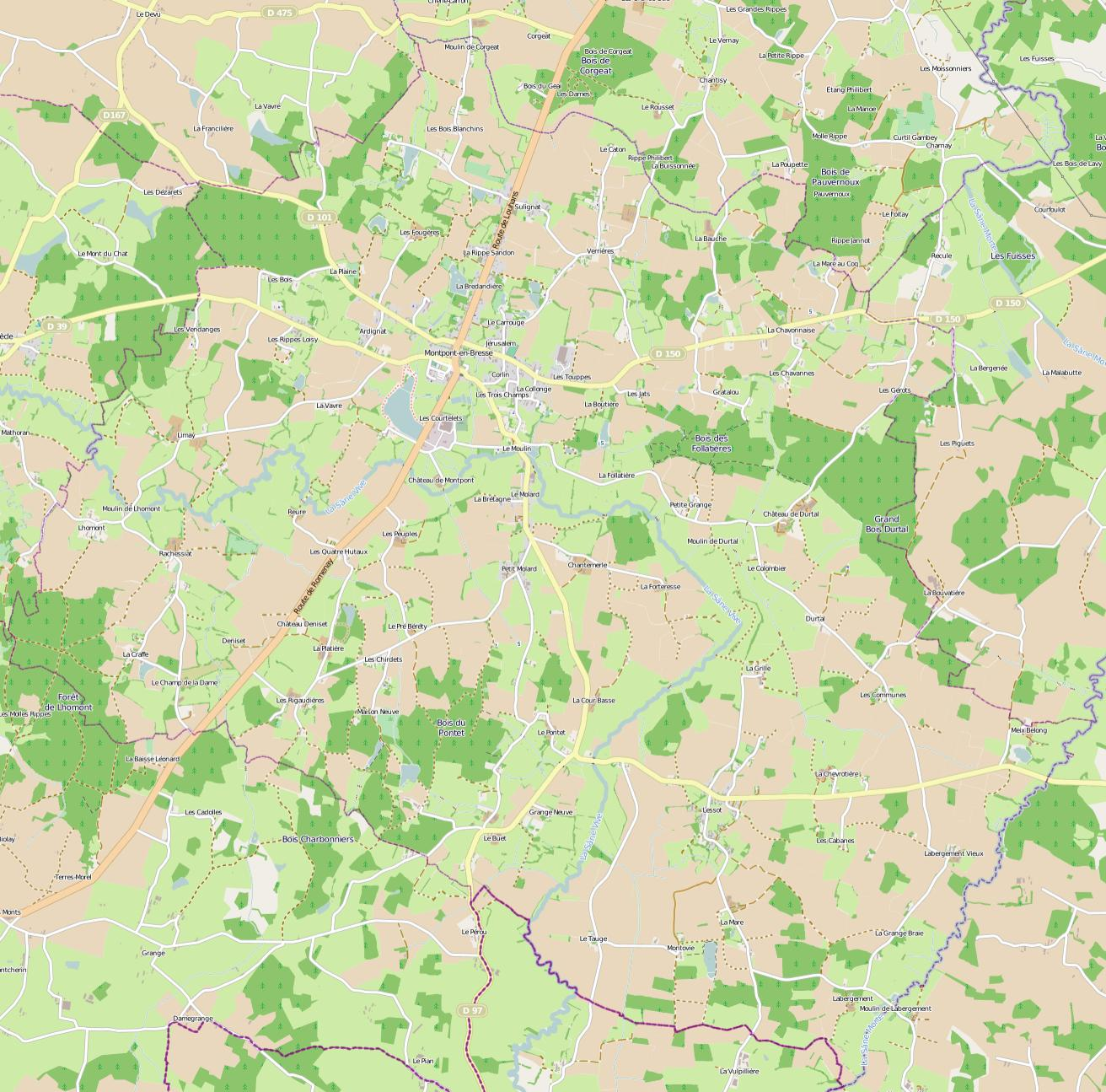
Carte de Montpont-en-Bresse (cliquez pour agrandir).

La mairie de Montpont-en-Bresse est située à 9 km de Louhans, son chef lieu d'arrondissement, à 37,5 km de Mâcon, préfecture du département de Saône-et-Loire et à 391 km de Paris.
La commune est également située à 32 km de Lons-le-Saunier, à 35 km de Chalon-sur-Saône et à 39 km de Bourg-en-Bresse à vol d'oiseau.

### Description
Il s'agit d'une petite commune rurale composée d'un bourg central et de nombreux hameaux épars. Les constructions sont essentiellement des maisons de types rurales et des fermes entourées de leurs domaines agricoles. Il s'y développe depuis ces dernières décennies un nombre croissants de villas.
Selon le classement établi par l'Insee en 1999, Montpont-en-Bresse était une commune rurale non polarisée.

### Géologie et relief
Montpont-en-Bresse s'étend sur 3 746 hectares, ce qui fait d'elle la commune la plus étendue de l'arrondissement de Louhans.
Le relief de Montpont-en-Bresse est typique de la Bresse, c'est-à-dire qu'il est légèrement vallonné (jusqu'à trente mètres de dénivelé). L'altitude minimale (182 m) de la commune se situe dans la vallée de la Sâne Vive, lorsque la rivière entre dans La Chapelle-Thècle et l'altitude maximale (213 m) est établie dans un bois tout au sud de la commune, à proximité de la limite avec Curciat-Dongalon ; l'altitude moyenne est comprise entre 190 et 200 mètres. Le bourg est bâti sur une hauteur qui dépasse tout juste les 200 m, dominant la Sâne Vive et ses petits affluents.
La plus grande partie des sols de la commune reposent sur les formations pliocènes du fossé de Bresse (argiles, marnes, sables et limons). Au sud-ouest de la commune (hameau de Rachessiat, forêt de Lhomont) débute la formation quaternaire dite « de Saint-Cosme », constituée par des alluvions d'origine lacustre. Les fonds de vallée sont quant à eux constitués d'alluvions récentes à actuelles (Sâne Vive, Sâne Morte, Souchon) ou de colluvions.

### Communes limitrophes
Le territoire de Montpont-en-Bresse est riverain de six  communes du département et d'une commune du département de l'Ain :

### Voies de communication et transports
Le village est situé à 17 kilomètresde l'autoroute la plus proche, l'A39 (sortie du Miroir, direction Louhans), suivie par l'A6 à 24 km (sortie de Tournus).

#### Voies routières
La commune est desservie par plusieurs routes départementales : 
- la route départementale 12 (RD 12) qui relie le département de l'Ain (commune de Vescours), puis Romenay à Louhans en passant par le bourg de Montpont ;
- la route départementale 39 (RD 39) qui relie Jouvençon à Dommartin-lès-Cuiseaux en passant par le bourg de Montpont ;
- la route départementale 101 (RD 101) qui relie Bantanges (RD 971) à Montpont-en-Bresse (bourg);
- la route départementale 150 (RD 150) qui relie Montpont-en-Bresse (bourg) à Sainte-Croix (RD996) ;
- la route départementale 339b (RD 339b), qui se détache de la D 39 au hameau du Pontet et va en direction de Curciat-Dongalon dans l'Ain.

### Voies ferrées
La gare la plus proche est celle de Louhans, située sur la ligne Dijon-Ville - Saint-Amour.

### Hydrographie

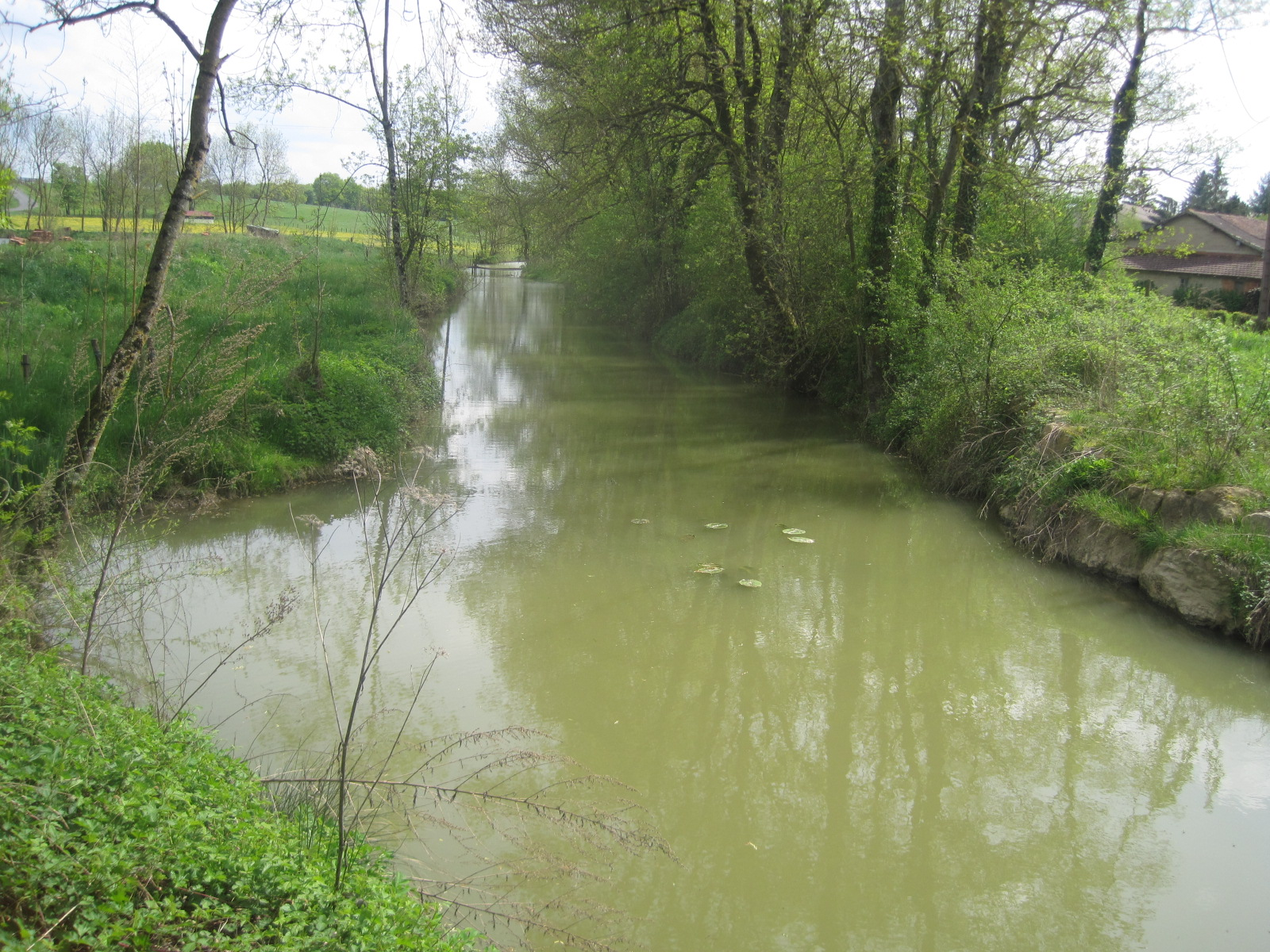
La Sâne Vive observable près de la D 39.

Plusieurs cours d'eau traversent la commune : 
- la Sâne Vive (ou Sane[7]) d'une longueur totale de 46,8 km
- la Sâne Morte (en limite avec Varennes-Saint-Sauveur), d'une longueur totale de 54,6 km[8].
- le Souchon, d'une longueur totale de 9,5 km[9].
- le Corgeat, d'une longueur totale de 6,8 km[10].

Un plan d'eau, appelé « plan d'eau de la Vavre », destiné à la pêche et à la promenade, a été aménagé à la sortie sud du village. D'autres étangs ou mares existent également, mais ils sont moins importants.

### Climat
Pour des articles plus généraux, voir Climat de la Bourgogne-Franche-Comté et Climat de Saône-et-Loire.
En 2010, le climat de la commune est de type climat océanique dégradé des plaines du Centre et du Nord, selon une étude du Centre national de la recherche scientifique s'appuyant sur une série de données couvrant la période 1971-2000. En 2020, Météo-France publie une typologie des climats de la France métropolitaine dans laquelle la commune est exposée à un climat semi-continental et est dans la région climatique  Bourgogne, vallée de la Saône, caractérisée par un bon ensoleillement (1 900 h/an), un été chaud (18,5 °C), un air sec au printemps et en été et des vents faibles. 
Pour la période 1971-2000, la température annuelle moyenne est de 11,3 °C, avec une amplitude thermique annuelle de 17,9 °C. Le cumul annuel moyen de précipitations est de 975 mm, avec 11,7 jours de précipitations en janvier et 7,8 jours en juillet. Pour la période 1991-2020, la température moyenne annuelle observée sur la station météorologique installée sur la commune est de 11,8 °C et le cumul annuel moyen de précipitations est de 1 026,2 mm. 
La température maximale relevée sur cette station est de 40,3 °C, atteinte le 31 juillet 2020 ; la température minimale est de −16,5 °C, atteinte le 20 décembre 2009,,. 
| Mois                                  | jan.           | fév.            | mars         | avril         | mai           | juin         | jui.          | août           | sep.            | oct.            | nov.           | déc.            | année      |
| ------------------------------------- | -------------- | --------------- | ------------ | ------------- | ------------- | ------------ | ------------- | -------------- | --------------- | --------------- | -------------- | --------------- | ---------- |
| Température minimale moyenne (°C)     | 0,2            | 0,4             | 2,8          | 5,4           | 9,5           | 12,9         | 14,3          | 13,9           | 10,6            | 7,9             | 3,6            | 1               | 6,9        |
| Température moyenne (°C)              | 3,1            | 4,1             | 7,9          | 11,2          | 15,3          | 19           | 20,8          | 20,5           | 16,7            | 12,4            | 6,9            | 3,7             | 11,8       |
| Température maximale moyenne (°C)     | 6              | 7,9             | 13           | 16,9          | 21,1          | 25           | 27,3          | 27,2           | 22,8            | 17              | 10,1           | 6,5             | 16,7       |
| Record de froid (°C) date du record   | −14,2 13.01.03 | −14 05.02.12    | −12 01.03.05 | −7 08.04.03   | −1,2 06.05.19 | 2,6 04.06.01 | 6,5 18.07.00  | 3,5 31.08.1998 | −0,5 30.09.1995 | −7,5 31.10.1997 | −10 23.11.1998 | −16,5 20.12.09  | −16,5 2009 |
| Record de chaleur (°C) date du record | 17,9 10.01.15  | 20,5 23.02.1990 | 24 26.03.06  | 28,5 23.04.07 | 33,5 24.05.09 | 38 28.06.11  | 40,3 31.07.20 | 40 12.08.03    | 34,5 15.09.20   | 28 07.10.09     | 22,5 02.11.05  | 18,5 18.12.1989 | 40,3 2020  |
| Précipitations (mm)                   | 79,8           | 66,8            | 66,3         | 79,6          | 99,6          | 81,7         | 80,6          | 82,7           | 82,6            | 107,9           | 110,3          | 88,3            | 1 026,2    |

| Diagramme climatique                                  |            |           |             |             |            |              |              |              |            |              |          |
| J                                                     | F          | M         | A           | M           | J          | J            | A            | S            | O          | N            | D        |
| 60,279,8                                              | 7,90,466,8 | 132,866,3 | 16,95,479,6 | 21,19,599,6 | 2512,981,7 | 27,314,380,6 | 27,213,982,7 | 22,810,682,6 | 177,9107,9 | 10,13,6110,3 | 6,5188,3 |
| Moyennes : • Temp. maxi et mini °C • Précipitation mm |            |           |             |             |            |              |              |              |            |              |          |

Les paramètres climatiques de la commune ont été estimés pour le milieu du siècle (2041-2070) selon différents scénarios d'émission de gaz à effet de serre à partir des nouvelles projections climatiques de référence DRIAS-2020. Ils sont consultables sur un site dédié publié par Météo-France en novembre 2022.

## Urbanisme

### Typologie
Au 1er janvier 2024, Montpont-en-Bresse est catégorisée commune rurale à habitat dispersé, selon la nouvelle grille communale de densité à sept niveaux définie par l'Insee en 2022.
Elle est située hors unité urbaine et hors attraction des villes,.

### Occupation des sols
L'occupation des sols de la commune, telle qu'elle ressort de la base de données européenne d’occupation biophysique des sols Corine Land Cover (CLC), est marquée par l'importance des territoires agricoles (86,7 % en 2018), en diminution par rapport à 1990 (88,3 %). La répartition détaillée en 2018 est la suivante : terres arables (41,9 %), prairies (36,5 %), forêts (10,3 %), zones agricoles hétérogènes (8,2 %), zones urbanisées (3 %). L'évolution de l’occupation des sols de la commune et de ses infrastructures peut être observée sur les différentes représentations cartographiques du territoire : la carte de Cassini (XVIIIe siècle), la carte d'état-major (1820-1866) et les cartes ou photos aériennes de l'IGN pour la période actuelle (1950 à aujourd'hui).

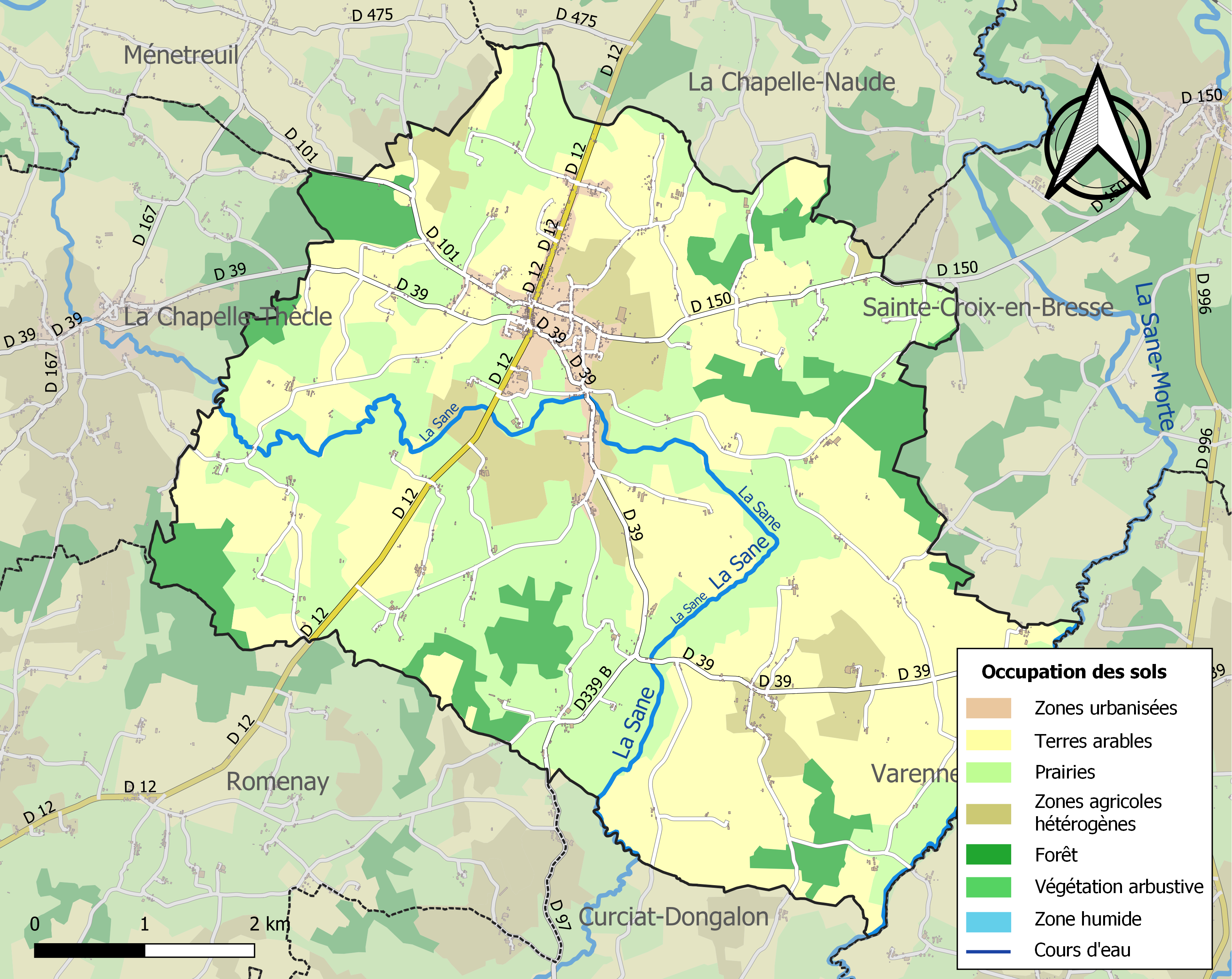
Carte des infrastructures et de l'occupation des sols de la commune en 2018 (CLC).

### Morphologie urbaine
Comme la plupart des communes de la Bresse, le territoire de Montpont compte de nombreux hameaux, de dimensions très différentes, qui peuvent varier de deux ou trois habitations, souvent des fermes, ou des anciennes fermes, jusqu'à un ensemble de plusieurs dizaines d'habitations.

### Hameaux, lieux-dits et écarts
Voici, ci-dessous, la liste la plus complète possible des divers hameaux, quartiers et lieux-dits résidentiels urbains comme ruraux, ainsi que les écarts qui composent le territoire de la commune de Montpont-en-Bresse, présentés selon les références toponymiques fournies par le site géoportail de l'Institut géographique national.
| - Ardignat, - la Bauche, - les Bois Blanchins, - Boutière, - la Bredandière, - le Buet, - les Cabanes, - le Caton, - Chante-Merle, - le Château de Durtal, - le Château de Montpont, - les Chavannes, - la Chavonnaise, - la Chevrotière, - le Colombier, - la Colonge, - les Communes, | - Corlin, - les Courtelets, - la Craffe, - Denizet, - Durtal, - la Follatière, - Forteresse, - les Fougères, - Gratalou, - la Grille, - Labergement, - Labergement Vieux, - Lessot, - Lhomont, - Limay, - la Mare, - le Moulin, | - le Molard, - la Petite Grange, - le Petit Molard, - les Peuples, - la Plaine, - le Pontet, - les Quatre Huteaux, - Rachessiat, - Reure, - les Rigaudières, - les Rippes Loisy, - Sulignat, - la Tauge, - les Trois Champs, - la Vavre, - Verrières. |

### Risques naturels et technologiques

#### Risques sismiques
L'ensemble du territoire de la commune de Montpont-en-Bresse est situé en zone de sismicité n° 2 sur une échelle de 1 à 5, comme la plupart des communes de son secteur géographique.
| Type de zone | Niveau           | Définitions (bâtiment à risque normal) |
| ------------ | ---------------- | -------------------------------------- |
| Zone 2       | Sismicité faible | accélération = 0,84 m/s2               |

## Toponymie
Le nom de la commune a tout d'abord été « Mons Pavonis », avant de devenir « Montpaon », puis « Montpont », et enfin, depuis 1961, « Montpont-en-Bresse ». « Mont » indique une position surélevée, le village se situant sur une butte.
Le nom de Montpont pourrait provenir de ses seigneurs : la première mention qui en est faite signale Hugues de Monte Pavone dans une charte de 936.

## Histoire

### Préhistoire
L'homme a pu être, très tôt, présent dans ce secteur de la Bresse dite louhanaise, car la présence humaine a laissé des traces dans le Mâconnais voisin, vers Solutré. Et le Revermont, comporte beaucoup de cavernes, de même que le pays tournugeois, très proche, où l'homme pouvait s’abriter et se protéger des prédateurs de l'époque. Tout d'abord, les premiers hommes furent des chasseurs puis, ils devinrent aussi des pasteurs, élevant dans des enclos des animaux domestiqués. L’âge du bronze et, plus tard, du fer fit faire à ces habitants d’énormes progrès agricoles. Le bronze, alliage de cuivre et d'étain, fut peu à peu introduit dans ces régions et amena la fabrication d’armes, ainsi que divers outils.

### Antiquité

Carte de la Confédération éduenne.

Les Éduens relevaient d'une confédération. La Bresse louhanaise à laquelle appartient le territoire de Montpont se situait aux limites des territoires de plusieurs peuples gaulois, mais le peuple le plus puissant de cette région de la Gaule celtique était le peuple des Éduens qui occupait le territoire actuel de la Bourgogne et étendait son influence aux autres peuples voisins dans une puissante confédération auxquels appartenaient  les Ambarres, tribu installée près de la Saône et dans la Bresse sans qu'on puisse connaitre avec exactitude la limite de ces territoires
Une présence gallo-romaine est relevée sur la commune actuelle, à travers un chemin.

### Moyen Âge et Renaissance
Montpont était le siège de la baronnie du même nom qui appartenait au duché de Bourgogne, à la limite de la Bourgogne et de la Bresse (de l'Ain). La paroisse était comprise dans le diocèse de Lyon. Elle dépendait de la châtellenie de Cuisery.

#### Seigneuries locales
Montpont comprenait sur son territoire huit seigneuries, dont trois, considérées comme principales et cinq considérées comme moins importantes :
- Durtal[Note 3] : elle était la plus importante de toutes. Elle possédait un château fort ;
- Lessot : elle avait de grandes terres ;
- Montpont : elle était le siège de la baronnie, mais possédait peu de terres ; son château fort a été détruit au début du XVIIIe siècle ;

Les cinq seigneuries suivantes comprenaient juste quelques parcelles, voire un petit domaine.
- Ardignat ;
- Grange ;
- Reure ;
- Denizet ;
- Verrières.

### Période moderne
Les plus petites seigneuries tombèrent aux mains de leurs voisins plus puissants au cours du XVIIe siècle ou du XVIIIe siècle : Grange rejoignit Durtal ; Lessot, Verrières et Denizet furent annexées par Montpont, tout en gardant leur propre administration.
Reure et Ardignat gardèrent leur propre seigneur jusqu'à la Révolution. En ce qui concerne Ardignat, Bertrand David seigneur d'Ardignat n'eut qu'une fille qui épousa le 1er baron de Courbouzon, et s'installa donc au château à Courbouzon. C'est ainsi qu'à sa mort ses petits enfants héritèrent du domaine d'Ardignat qu'il vendirent aux anciens métayers avec l'ensemble des terres.

### Période contemporaine
En 1811, Montpont cède le hameau de la Vulpillière à Curciat dans l'Ain alors qu'il lui avait été attribué en 1792. Au XIXe siècle, la commune est animée par de nombreuses ventes de terrains, notamment vers Lessot.
À Lessot a longtemps fonctionné une école de hameau (école aménagée dans un bâtiment acquis par la commune en 1879).
Durant la Seconde Guerre mondiale, Montpont était en zone libre jusqu'à l'occupation par les Allemands en novembre 1942. La Résistance était présente dans la commune, comme en témoigne l'unité du Maquis de Romenay.

## Politique et administration

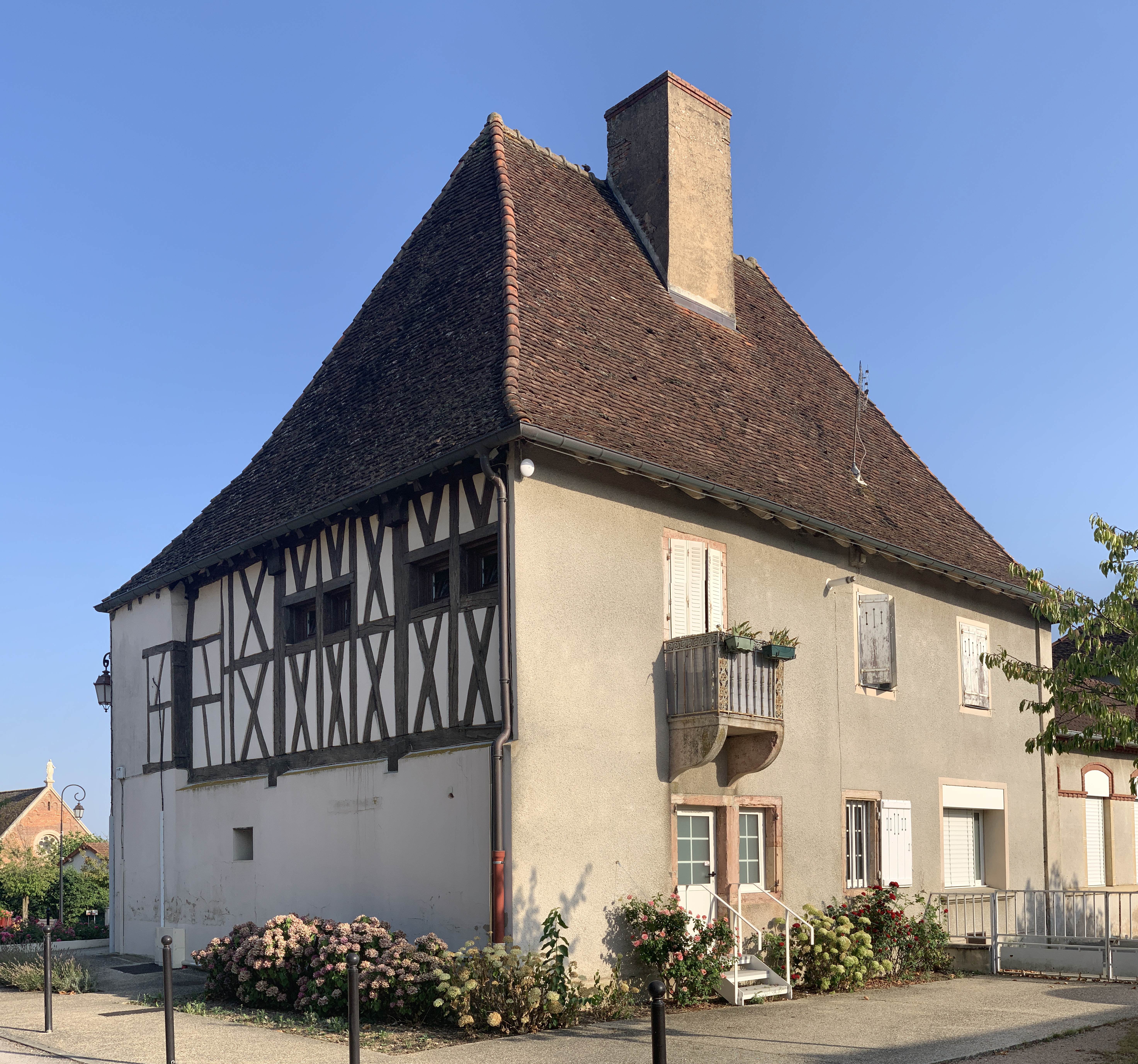
Mairie.

### Administration municipale
En 2014, le conseil municipal de Montpont-en-Bresse est constitué de quinze membres, huit hommes et sept femmes. Ce conseil est composé d'un maire, de quatre adjoints et de dix conseillers municipaux.

### Tendances politiques et résultats

#### Élections présidentielles
Voici, ci-dessous, le résultat du scrutin à l'élection présidentielle de 2017 dans l'ensemble des bureaux de vote de la commune de Montpont-en-Bresse.

#### Élections législatives
Le village de Montpont-en-Bresse faisant partie de la quatrième circonscription de Saône-et-Loire, il place lors du 1er tour des élections législatives françaises de 2017, Catherine Gabrelle (LREM) avec 25,45 % des suffrages en tête. Mais lors du second tour, il s'agit de Cécile Untermaier (PS) qui arrive en tête avec 54,01 % des suffrages.
Lors du 1er tour des élections législatives françaises de 2022, Cécile Untermaier (PS), députée sortante, arrive en tête avec 37,08 % des suffrages comme lors du second tour, avec cette fois-ci, 57,47 % des suffrages.

#### Élections régionales
Le village de Montpont-en-Bresse place la liste « Pour la Bourgogne et la Franche-Comté » menée par Gilles Platret (LR) en tête, dès le 1er tour des élections régionales de 2021 en Bourgogne-Franche-Comté, avec 27,47 % des suffrages. Lors du second tour, les habitants décideront de placer la liste de « Notre Région Par Cœur » menée par Marie-Guite Dufay, présidente sortante (PS) en tête, avec cette fois-ci, près de 33,71 % des suffrages. Devant les autres listes menées par Gilles Platret (LR) en seconde position avec 29,92 %, Julien Odoul (RN), troisième avec 26,14 % et en dernière position celle de Denis Thuriot (LaREM) avec 10,23 %. Il est important de souligner une abstention record lors de ces élections qui n'a pas épargné le village de Montpont-en-Bresse avec lors du premier tour 69,77 % d'abstention et au second, 65,49 %.

#### Élections départementales
Le village de Montpont-en-Bresse faisant partie du canton de Cuiseaux place le binôme de Frédéric Cannard (DVG) et Sylvie Chambriat (DVG), en tête, dès le 1er tour des élections départementales de 2021 en Saône-et-Loire avec 43,10 % des suffrages. Lors du second tour, les habitants décideront de placer de nouveau le binôme de Frédéric Cannard (DVG) et Sylvie Chambriat (DVG), en tête, avec cette fois-ci, près de 56,76 % des suffrages. Devant l'autre binôme menée par Sébastien Fierimonte (DIV) et Carole Rivoire-Jacquinot (DIV) qui obtient 43,24 %. Il est important de souligner une abstention record lors de ces élections qui n'ont pas épargné le village de Montpont-en-Bresse avec lors du premier tour 69,77 % d'abstention et au second, 65,49 %.

### Liste des maires de Montpont-en-Bresse
| Période                                  | Période   | Identité     | Étiquette | Qualité            |
| ---------------------------------------- | --------- | ------------ | --------- | ------------------ |
| mars 1983                                | mars 2008 | Noël Cureau  | UDF       | Conseiller général |
| mars 2008                                | mai 2020  | Michel Puget | DVD       |                    |
| mai 2020                                 | En cours  | Anne Moreira |           |                    |
| Les données manquantes sont à compléter. |           |              |           |                    |

Avant le redécoupage cantonal de 2014 en France, Montpont-en-Bresse était le chef-lieu du canton de Montpont-en-Bresse qui comprenait 5 communes.

## Population et société

### Démographie
L'évolution du nombre d'habitants est connue à travers les recensements de la population effectués dans la commune depuis 1793. Pour les communes de moins de 10 000 habitants, une enquête de recensement portant sur toute la population est réalisée tous les cinq ans, les populations de référence des années intermédiaires étant quant à elles estimées par interpolation ou extrapolation. Pour la commune, le premier recensement exhaustif entrant dans le cadre du nouveau dispositif a été réalisé en 2005.

En 2022, la commune comptait 1 087 habitants, en évolution de −0,09 % par rapport à 2016 (Saône-et-Loire : −1,06 %, France hors Mayotte : +2,11 %).
| 1793  | 1800  | 1806  | 1821  | 1831  | 1836  | 1841  | 1846  | 1851  |
| ----- | ----- | ----- | ----- | ----- | ----- | ----- | ----- | ----- |
| 2 025 | 2 146 | 2 126 | 2 260 | 2 401 | 2 467 | 2 577 | 2 542 | 2 641 |

| 1856  | 1861  | 1866  | 1872  | 1876  | 1881  | 1886  | 1891  | 1896  |
| ----- | ----- | ----- | ----- | ----- | ----- | ----- | ----- | ----- |
| 2 521 | 2 508 | 2 636 | 2 616 | 2 731 | 2 703 | 2 627 | 2 567 | 2 662 |

| 1901  | 1906  | 1911  | 1921  | 1926  | 1931  | 1936  | 1946  | 1954  |
| ----- | ----- | ----- | ----- | ----- | ----- | ----- | ----- | ----- |
| 2 544 | 2 545 | 2 568 | 2 257 | 2 100 | 2 005 | 1 862 | 1 763 | 1 669 |

| 1962  | 1968  | 1975  | 1982  | 1990  | 1999  | 2005  | 2006  | 2010  |
| ----- | ----- | ----- | ----- | ----- | ----- | ----- | ----- | ----- |
| 1 387 | 1 217 | 1 106 | 1 009 | 1 016 | 1 013 | 1 034 | 1 027 | 1 114 |

| 2015  | 2020  | 2022  | - | - | - | - | - | - |
| ----- | ----- | ----- | - | - | - | - | - | - |
| 1 085 | 1 103 | 1 087 | - | - | - | - | - | - |

### Enseignement
La commune est rattachée à l'académie de Dijon.
Un groupe scolaire est présent, composé d'une maternelle et d'une école primaire, qui a été construit en 1959. L'école est en RPI avec celle de La Chapelle-Naude : ainsi, certains élèves du CE2 et ceux du CM1 et CM2 vont à l'école de La Chapelle-Naude, alors qu'à l'inverse, une partie des élèves du CE2 et ceux des classes inférieures vont à celle de Montpont-en-Bresse.

### Équipement sanitaire
Il y a deux médecins et une infirmière dans la commune, ainsi qu'une pharmacie. Les deux établissements hospitaliers les plus proches de Montpont-en-Bresse sont l'hôpital local de Louhans et le centre hospitalier de Tournus-Romenay.

### Équipement sportif
La commune possède un stade de football ainsi qu'un court de tennis et un terrain de pétanque. Le village dispose par ailleurs d'une équipe locale de football baptisée « Entente Sportive Montponnaise ». Ce club organise régulièrement des tournois de football.

### Cultes
Montpont-en-Bresse dépend du diocèse d'Autun, du doyenné de la Bresse et du secteur paroissial Saint-Jean-Baptiste en Bresse. Les offices catholiques sont célébrés dans l'église du village, en alternance avec d'autres paroisses.

### Médias

#### Presse locale
- Le Journal de Saône-et-Loire est un quotidien régional français diffusé en Saône-et-Loire, dont le siège se trouve à Chalon-sur-Saône. Les abonnés et les acheteurs réguliers de ce journal demeurant dans le territoire de Montpont-en-Bresse, et de ses communes voisines, reçoivent l'édition de Louhans dénommée, « JSL-La Bresse »[43].
- L'Indépendant du Louhannais et du Jura est un journal régional français diffusé en Saône-et-Loire, en Bresse bourguignonne ainsi que dans le département voisin du Jura, qui paraît le mardi et le vendredi[44].

#### Télévision
- France 3 Bourgogne, antenne locale de la rédaction nationale de France 3 affiliée à France Télévision possède ses studios à Dijon[45] et diffuse ses émissions régionales sur la Bresse.

### Manifestations culturelles
La fête patronale de Montpont-en-Bresse a lieu le deuxième week-end de septembre. Plus tôt dans l'année, durant le dernier samedi de mai, le village est animé par sa foire annuelle, où sont notamment exposés bovins, ovins et chevaux.
Tous les samedis matin, la place du village accueille le marché.

### Associations locales
De nombreuses associations existent, elles sont au total 18.

## Économie

### Secteur agricole
Montpont-en-Bresse bénéficie de plusieurs AOC, dont celle de la poule de Bresse. L'agriculture, comme partout dans la Bresse est très présente : on relève la culture du maïs et du blé (entre autres), de nombreuses fermes et l'élevage de volailles. Le paysage est plus ou moins bocager et la polyculture est pratiquée.

### Secteur commercial
La commune dispose de nombreux commerces de proximité, ainsi que plusieurs entreprises installées sur son territoire, ce qui favorise le développement du village.

### Secteur  touristique
La commune héberge plusieurs gîtes ruraux qui sont pour la majorité dans d'anciennes fermes bressanes.

## Culture locale et patrimoine

### Lieux et monuments

Photos de divers sites de Montpont-en-Bresse
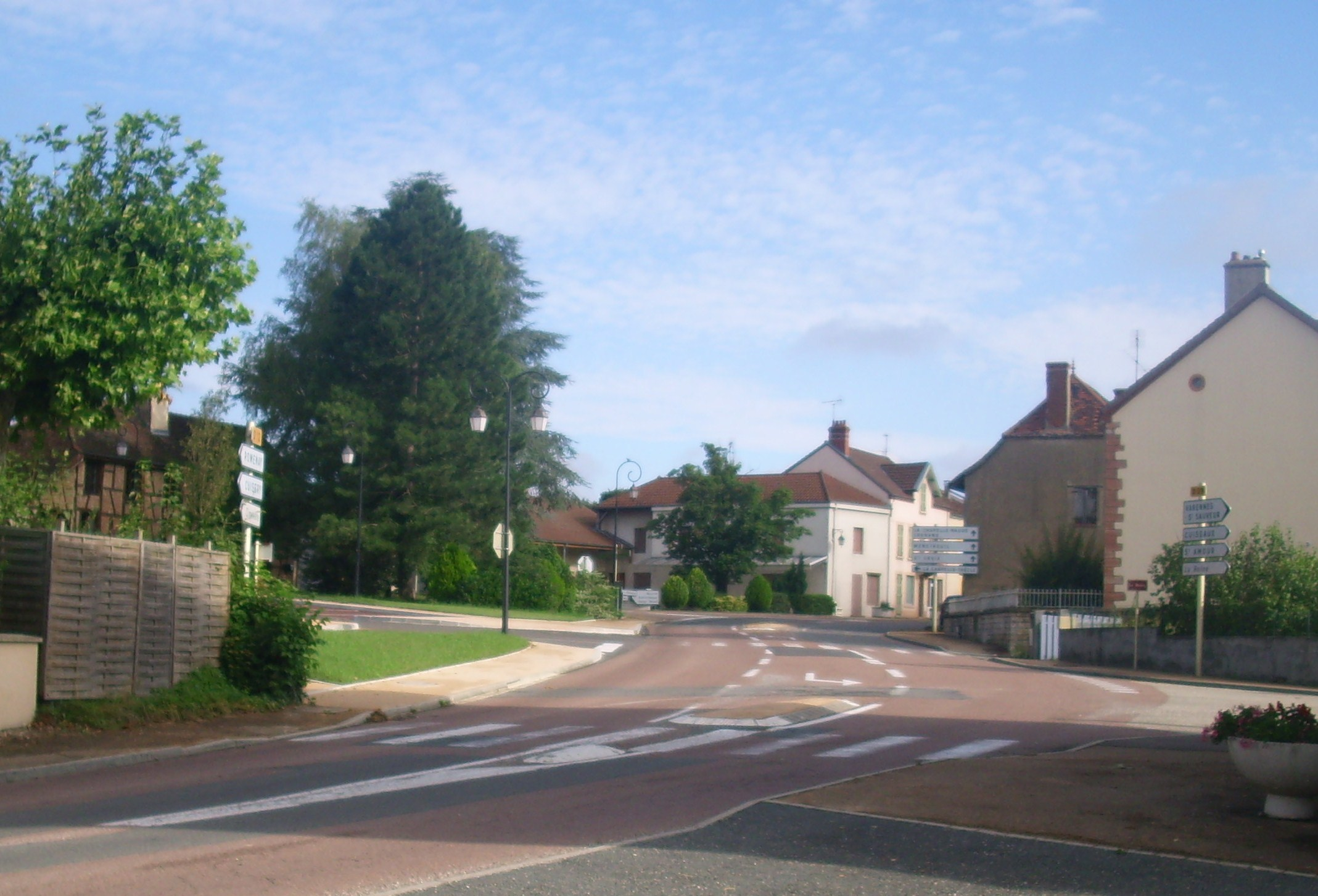
Rue du bourg.
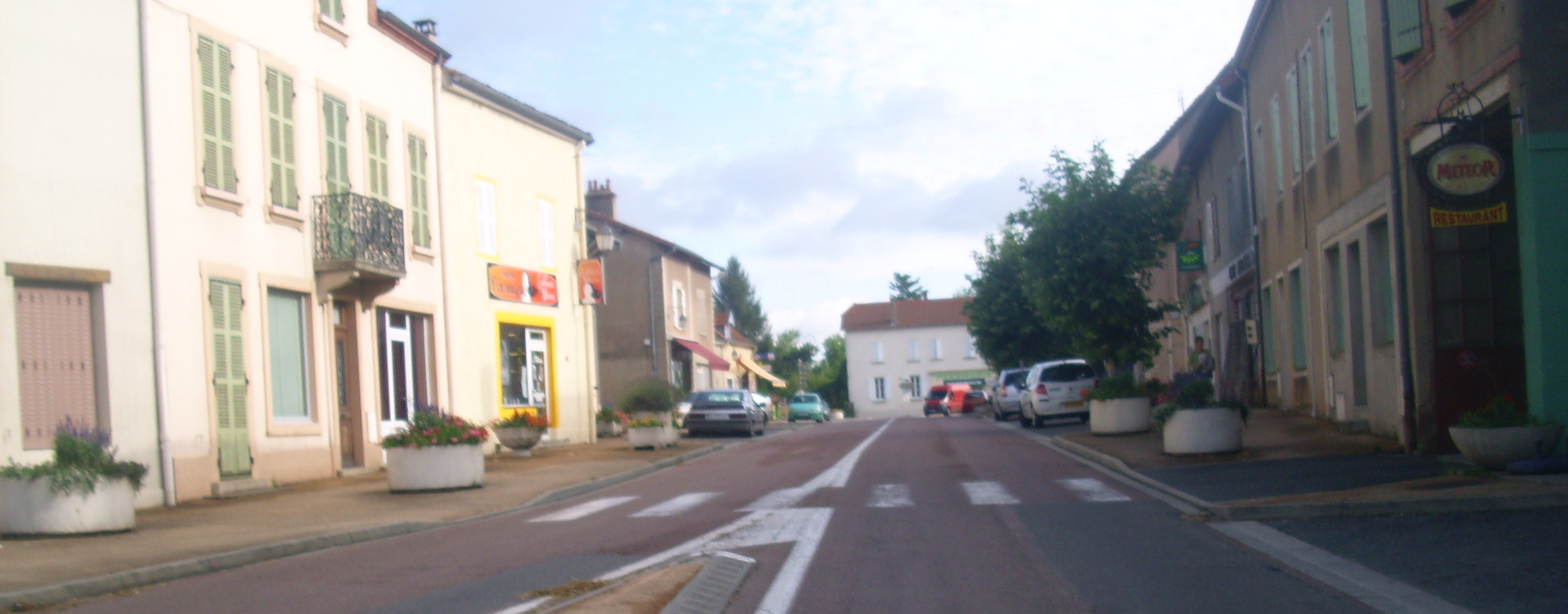
Rue du bourg.
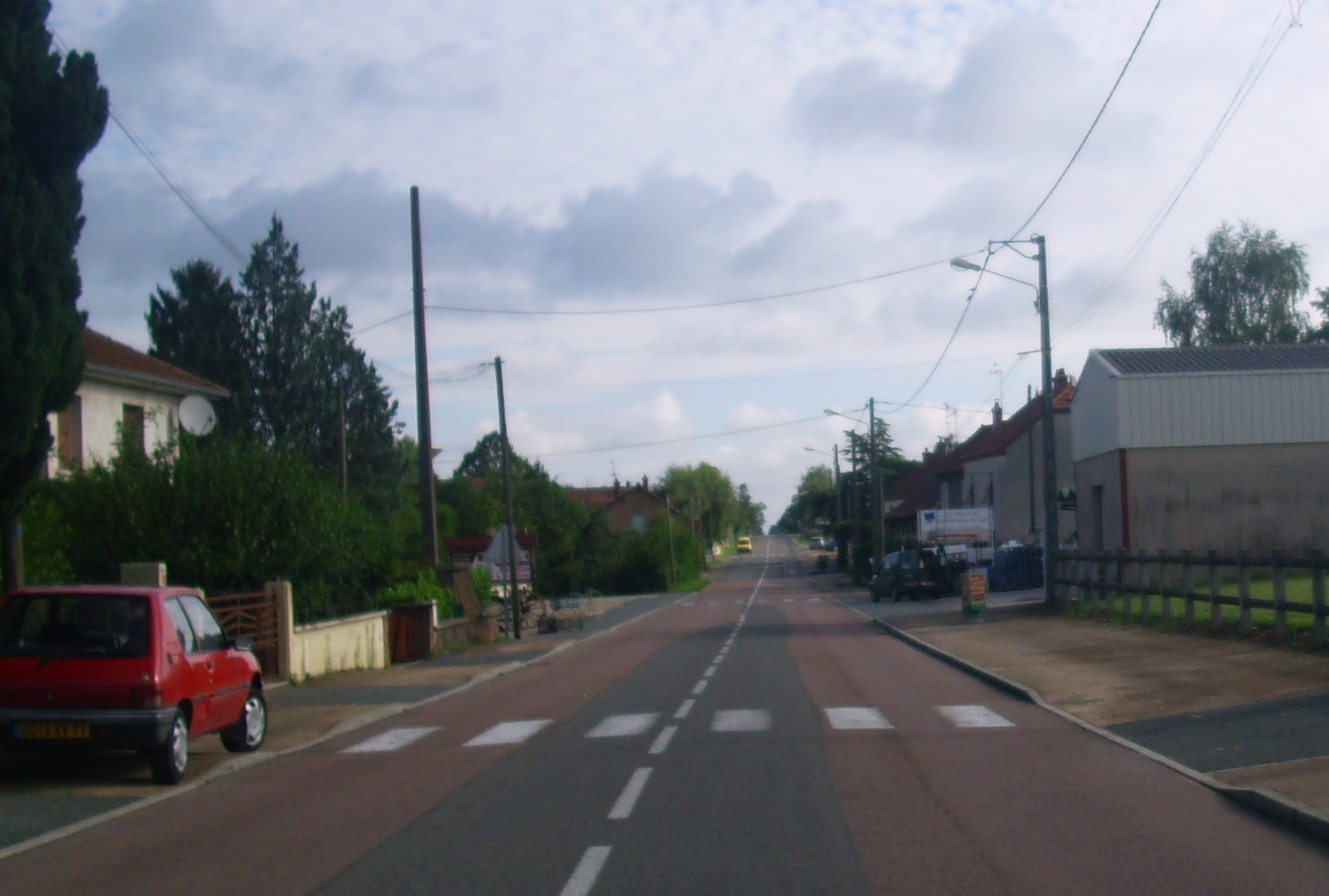
Rue du bourg.

#### Le château de Durtal
Le château de Durtal est situé sur une butte, à proximité du Grand Bois Durtal. Construit au XIVe siècle, il a en partie été rasé au début du XIXe siècle. Il est aujourd'hui utilisé en tant que ferme.

#### L'église
D'époque romane, l'église de Montpont est un vaste édifice en brique. Elle comprend une vaste nef voûtée en anse de panier, communiquant avec le transept par une grande arcade flanquée de passages berrichons (petites arcades étroites), et se terminant par un chevet plat. Le clocher, établi à la croisée, est couvert d'une flèche en ardoise.

#### La Chou des Cayons
La Chou des cayons (signifiant en bressan « la soue des cochons ») est un petit bâtiment situé non loin de la pharmacie qui aurait dû être démonté en 2009. Toutefois, des habitants s'y sont opposés, et la démolition annulée. Une association, portant le nom du bâtiment, a été créée et le bâtiment, qui devrait être restauré, a participé aux journées européennes du patrimoine 2012.

#### Les moulins
Les principaux moulins de la commune sont celui de Montpont (ou de Mathy), celui de Lessot et celui de Durtal.

Quelques Monuments de Montpont-en-Bresse
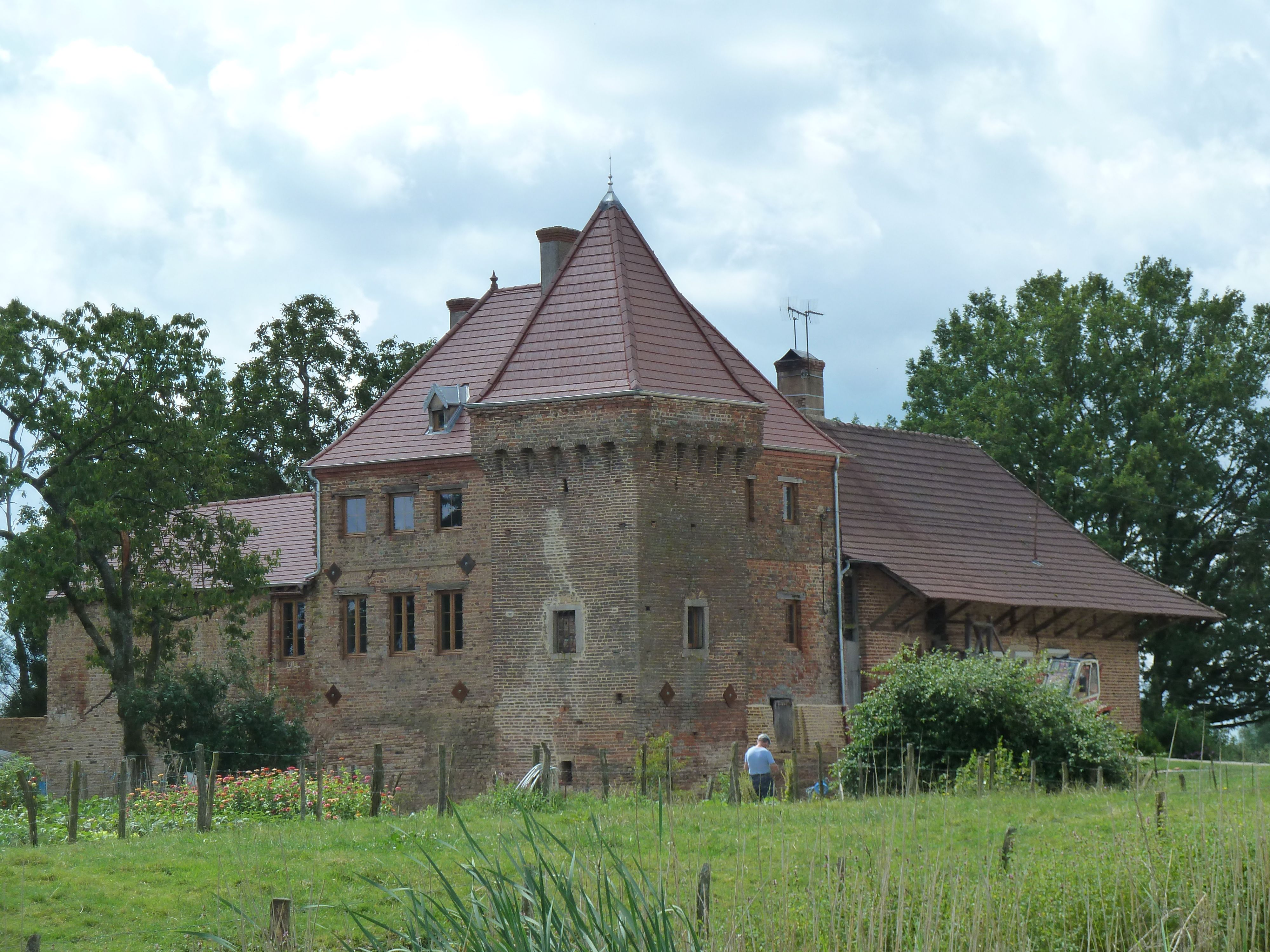
Le château de Durtal en 2010.
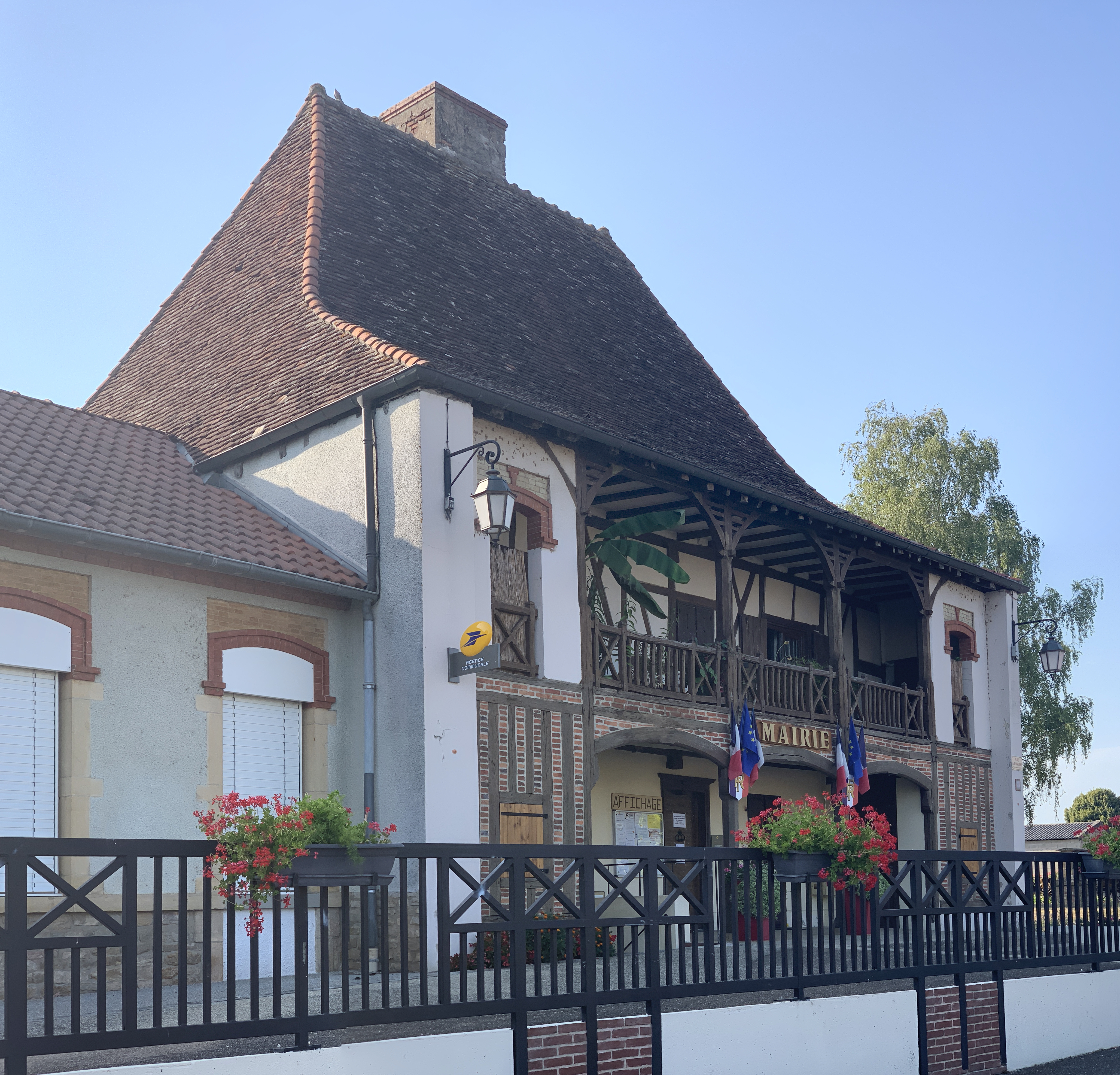
Mairie.
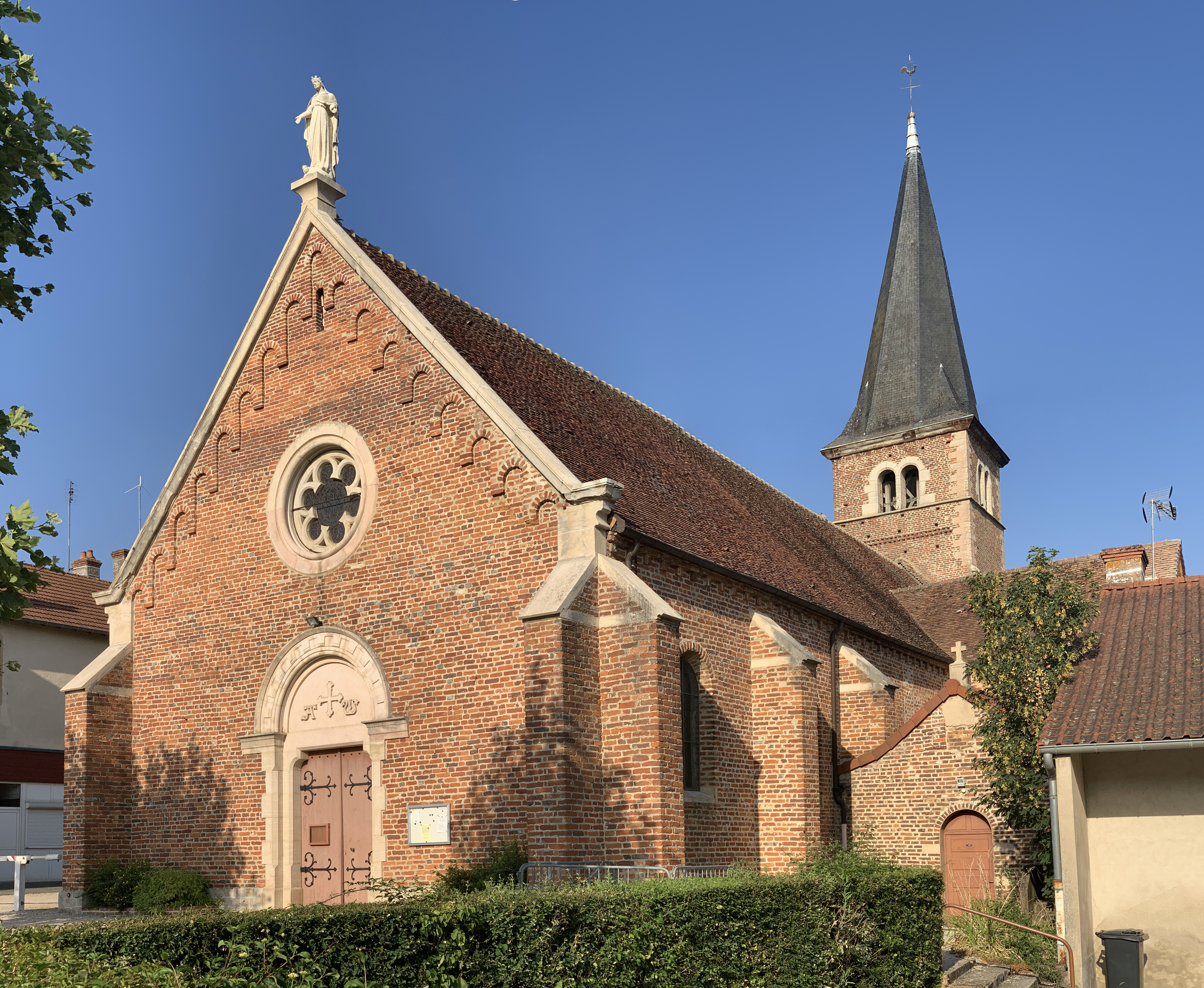
Église.
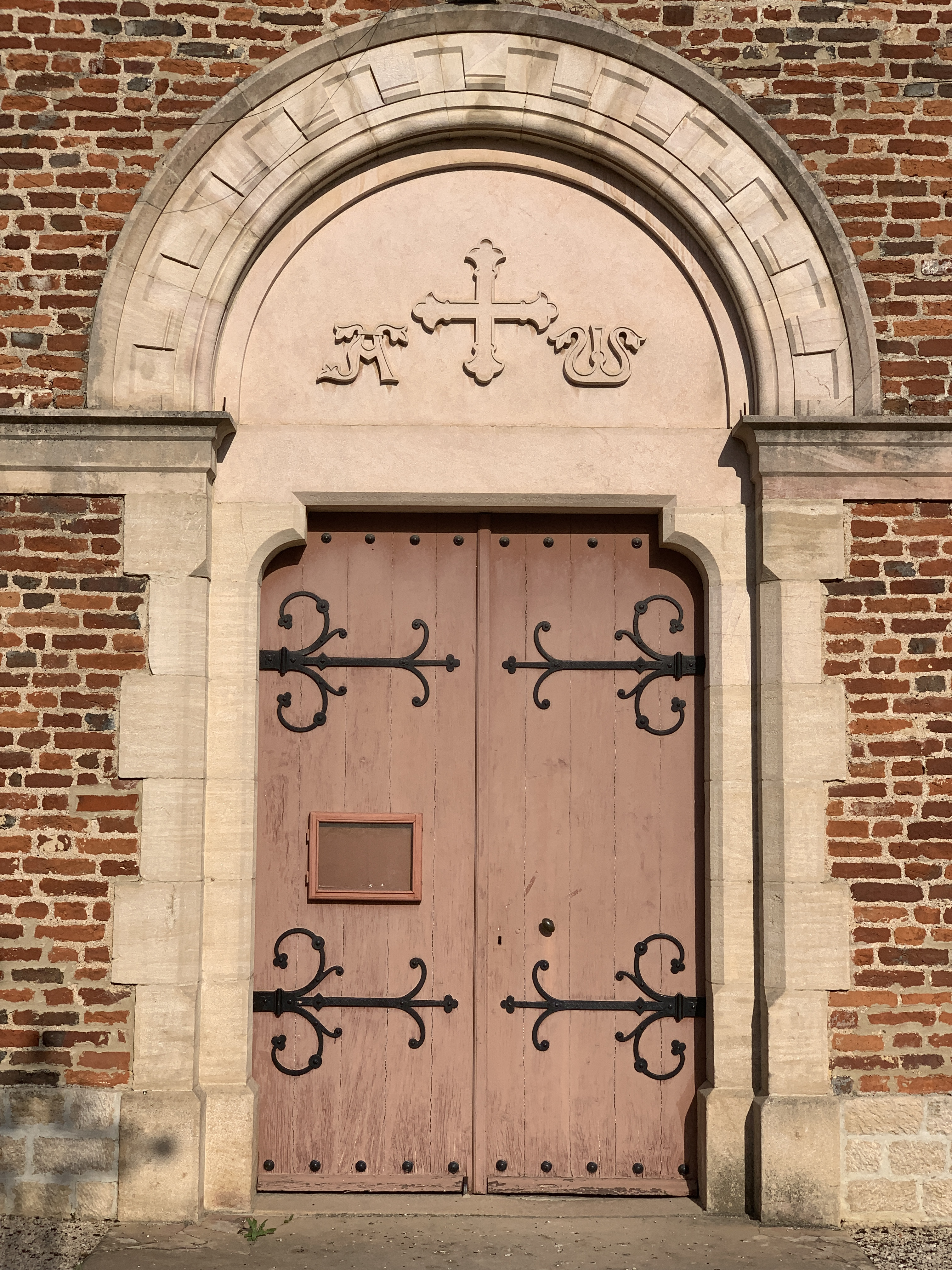
Entrée de l'église.
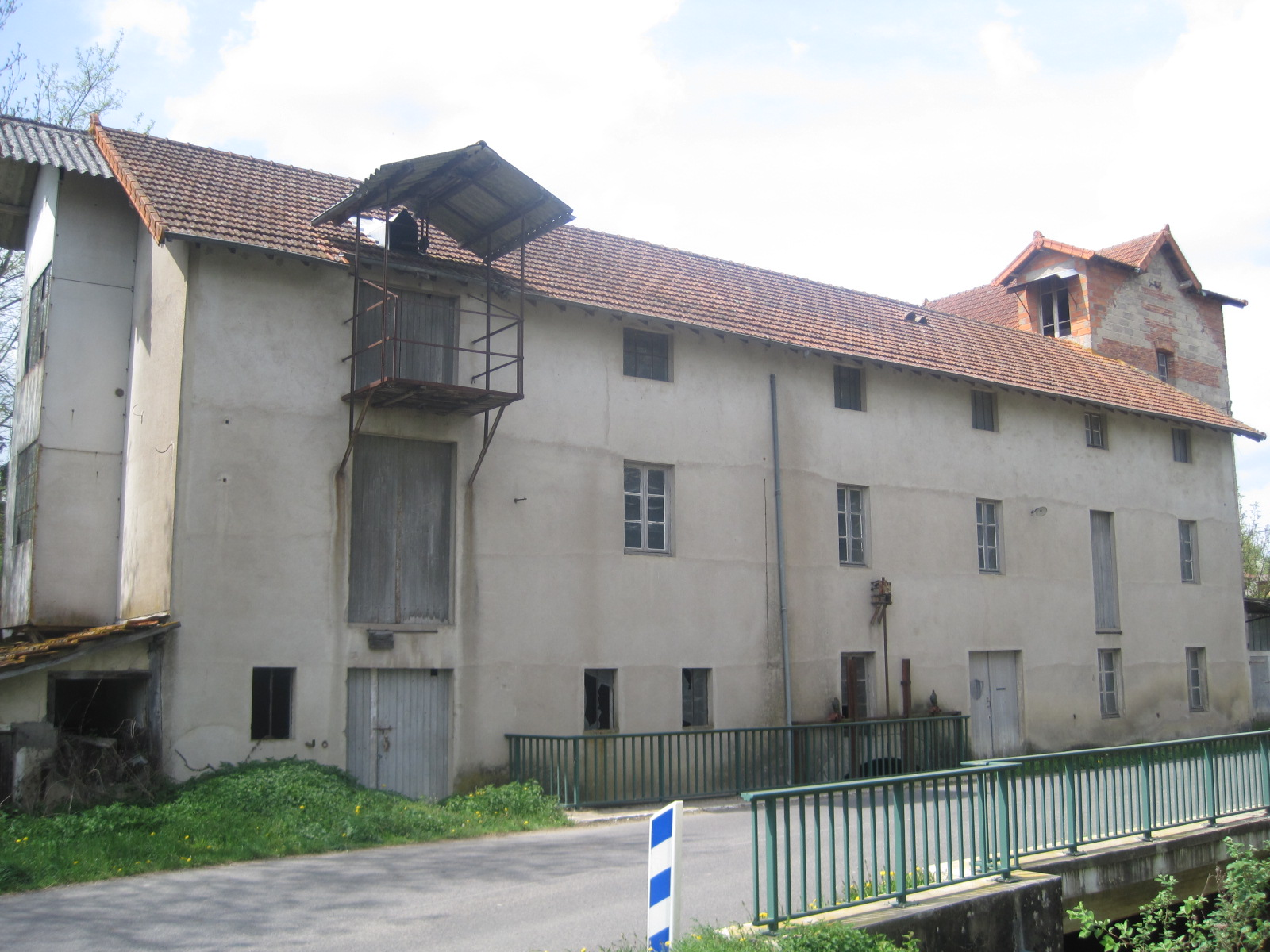
Moulin de Montpont, sur la Sâne Vive.

#### Architecture locale
La limite entre les toits pointus à tuiles plates du nord et ceux ayant une pente plus douce à tuiles canal (ou romaines) du sud passe par Montpont, ainsi que par Tournus, Cuisery, La Chapelle-Thècle et Sainte-Croix. Ceci est visible par exemple au bourg, où les deux types de toits se côtoient.

### Personnalités liées à la commune
- Claude Marie Ferdinand François Jannot, homme politique né le 10 novembre 1807 à Montpont (Saône-et-Loire) et décédé le 15 février 1895 à Paris.

## Anecdotes
Monpont-en-Bresse est citée dans le sketch Les Patelins de Chevallier et Laspalès.

## Pour approfondir